# Бой при Търсие
Боят при Търсие е бой между четата на Вътрешната македоно-одринска революционна организация, начело с Марко Лерински и османски аскер.

## История
През май 1902 година в Търсие войска се натъква на нелегалния учител Геле, който е ранен, и изпуска чанта с архив, в който има списъци на въоръжените дейци на ВМОРО и номера на пушките им. За да ликвидира аферата в Търсие отива четата на Марко Лерински. В селото турците откриват четата на Марко Лерински, както и костурските ръководители Пандо Кляшев и Васил Чекаларов. Между тях започва престрелка на 19 май, която трае няколко часа и от която четата успява да излезе без жертви. От турска страна загиват 7 души. След стълкновението турската войска от Лерин заема селото и залавя и изтезава 120 души начело с кмета Доне. Открити са 120 пушки, а 40 души от Търсие и Буф са съдени и много от тях осъдени.